# Casa Pere Segués
La Casa Pere Segués és un edifici del centre de Terrassa (Vallès Occidental), protegit com a bé cultural d'interès local. És situat a la cantonada dels carrers de Vinyals i del Doctor Cabanes.

## Descripció

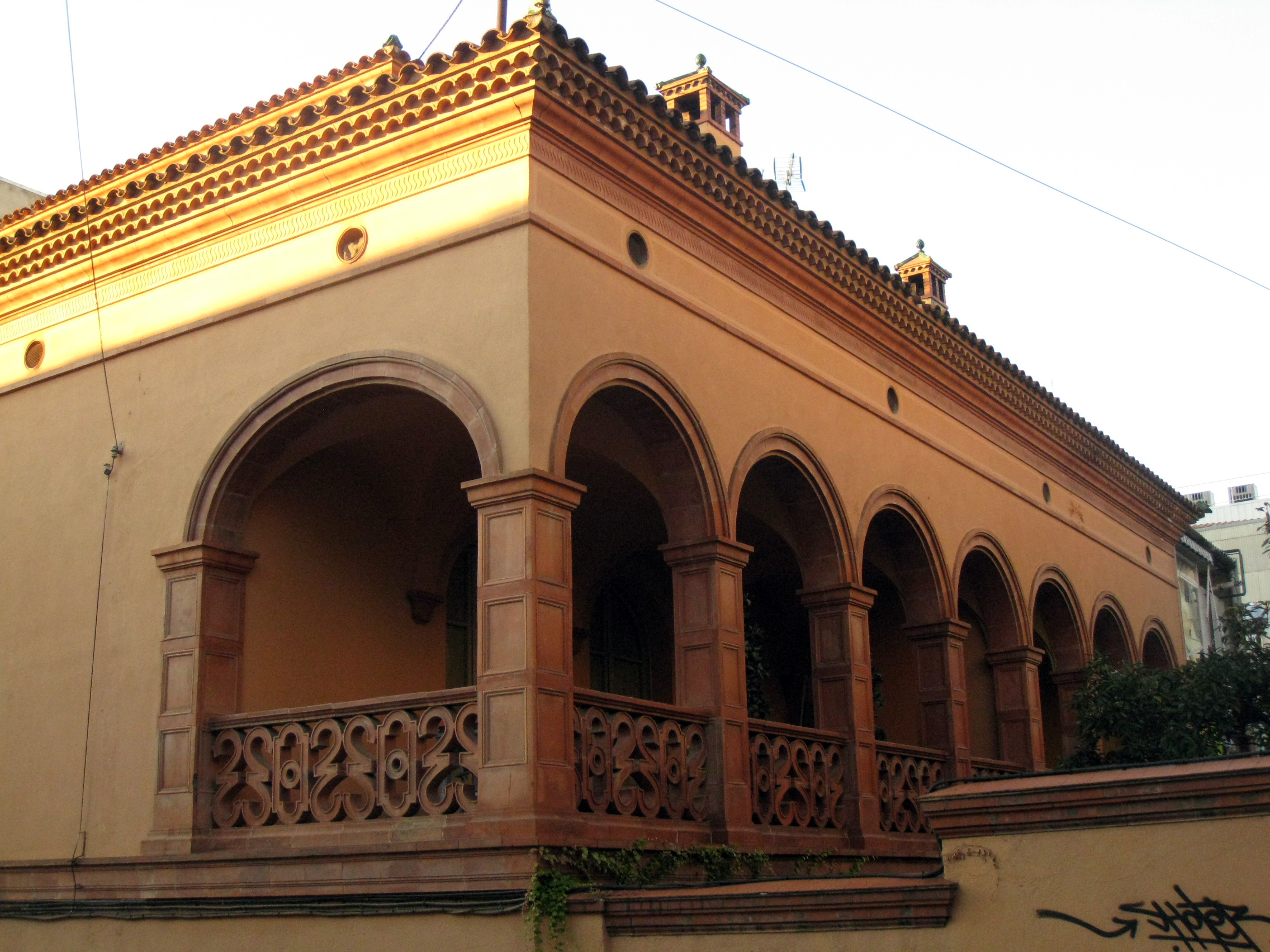
Detall de la llotja que dona al carrer del Doctor Cabanes i al pati de l'edifici

És un edifici entre mitgeres que fa cantonada, de planta semisoterrani, planta baixa i pis. La coberta és de teula àrab a quatre vessants. Les façanes són de composició simètrica i estan delimitades pel sòcol de pedra, una línia d'imposta i cornisa de terra cuita. El portal principal d'accés, que dona al carrer del Doctor Cabanes, és en arc de mig punt i amb dovelles de pedra, seguint la tipologia del mas. Al damunt apareix un ritme d'obertures d'arc de mig punt disposades com a galeria. La resta d'obertures són rectangulars i decorades amb motlluratge de terra cuita, així com la llotja de la façana posterior, que té tot el seu perfilat també en terra cuita. Tota la façana està estucada de color clar.
El tractament general de l'edifici està resolt seguint els corrents del Noucentisme català, i utilitza la terra cuita com a element ornamental.